# Сьвеца (Великопольське воєводство)
Сьвеца (пол. Świeca, нім. Lichtenfeld) — село в Польщі, у гміні Одолянув Островського повіту Великопольського воєводства.
Населення — 959 осіб (2011).

## Демографія
Демографічна структура станом на 31 березня 2011 року:
|          | Загалом | Допрацездатний вік | Працездатний вік | Постпрацездатний вік |
| -------- | ------- | ------------------ | ---------------- | -------------------- |
| Чоловіки | 467     | 112                | 305              | 50                   |
| Жінки    | 492     | 107                | 284              | 101                  |
| Разом    | 959     | 219                | 589              | 151                  |